# Paul Guiraud
Paul Guiraud, född den 15 januari 1850 i Cennes-Monestiès (departementet Aude), död den 25 februari 1907 i Paris, var en fransk historiker. 
Guiraud, som blev professor i historia i Toulouse 1881 och i Paris 1888, var en framstående lärjunge av Fustel de Coulanges och skrev en mängd högt skattade arbeten i antikens historia, bland annat Les assemblées provinciales de l'empire romain (1887; prisbelönt av Institutet), La propriété foncière en Grèce jusqu'à la conquête romaine (1893), Lectures historiques sur la vie publique et privée des grecs et des romains (1890-1892) och Études économiques sur l'antiquité (1905). Sedan 1906 var han medlem av Académie des sciences morales et politiques.